# Badia Disenchantment

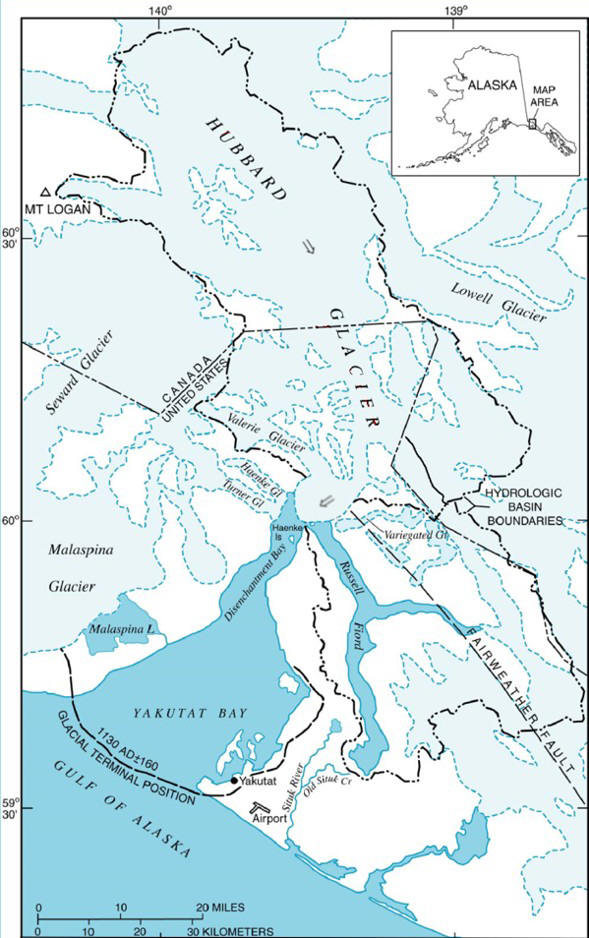
Mapa de la badia Disenchantment.

La badia Disenchantment (en anglès Disenchantment Bay) és un cos d'aigua que s'estén 16 quilòmetres cap al sud-oest des de la boca del fiord Russell fins a la punta Latouche, a la capçalera de la badia Yakutat, a l'Estat d'Alaska, als Estats Units d'Amèrica.
Alessandro Malaspina la va anomenar "Puerto del Desengaño" el 1792, en comprovar que la badia no era l'entrada al llegendari pas del Nord-oest. Malaspina va navegar fins a l'illa Haenke, abans de descobrir el pas bloquejat pel gel.
Durant el terratrèmol del 10 de setembre de 1899, diversos trams de la badia van tenir un desplaçament de fins a 14 metres, el desplaçament més gran vertical registrat per un terratrèmol.